# Bengali-vermelho
Bengali-vermelho ou bengali-mosqueado (Amandava amandava) é um pássaro da família dos estrildídeos. O seu nome específico amandava tem a sua origem na cidade indiana de Amedabade (Amdavad, na língua guzerate) no Guzarate, de onde outrora eram exportados como animais de estimação.

## Descrição
Os bengalis medem cerca de 9 cm de comprimento e possuem um marcado dimorfismo sexual na época reprodutora. As fêmeas são acastanhadas grisadas, amareladas na parte inferior do corpo. A plumagem nupcial dos machos é predominantemente vermelha. No peito, nos flancos, e nas plumas coberteiras de asas e cauda têm pontas brancas. Os machos, nos primeiros anos, cambiam, acabada a época reprodutora, a plumagem vermelha noutra semelhante à das fêmeas.

## Distribuição e habitat

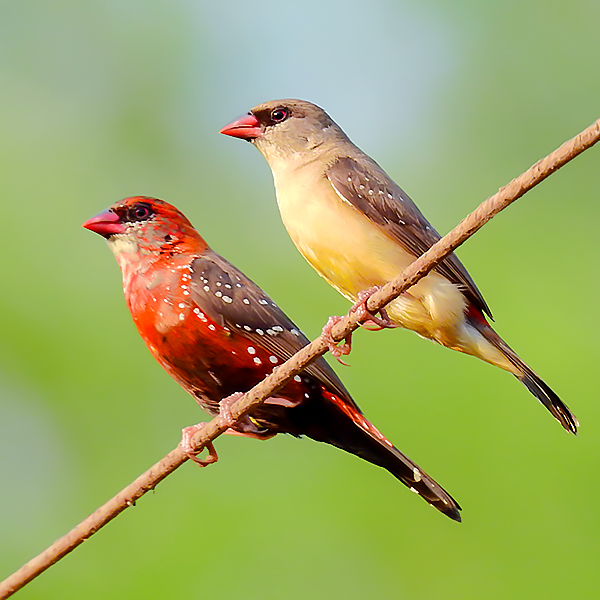
Casal de bengali-vermelho (Amandava amandava)

Os bengalis-vermelhos estão espalhados desde a Índia e Indochina, até Java e as ilhas pequenas da Sonda. Há também povoações no Egito. Dentro desta área de distribuição distinguem-se três subespécies:
- A. a. amandava (Linnaeus, 1758) – Paquistão, Índia, Nepal e Bangladesh
- A. a. flavidiventris (Wallace, 1864) – Mianmar, sul da China, Tailândia central e as Ilhas da Sonda
- A. a. punicea (Horsfield, 1821) – sudeste  Tailândia, Camboja, sul do Vietnã, Java e Bali

Desde os anos 1980 bandos de bengalis movem-se também na região italiana da Toscana, onde as povoações existentes têm a sua origem em exemplares domésticos fugidos. Há também povoações introduzidas em Espanha, Brunei, Fiji, Malásia, Portugal, Porto Rico, Singapura e Havai. Esta ave é oriunda da Ásia. Em Portugal foi introduzida, tendo estabelecido populações selvagens.
Os bengalis-vermelhos vivem em áreas de herbáceas ou junqueiras e no mato perto dos caminhos ou das beiras dos bosques ademais de em jardins.

## Galeria de imagens

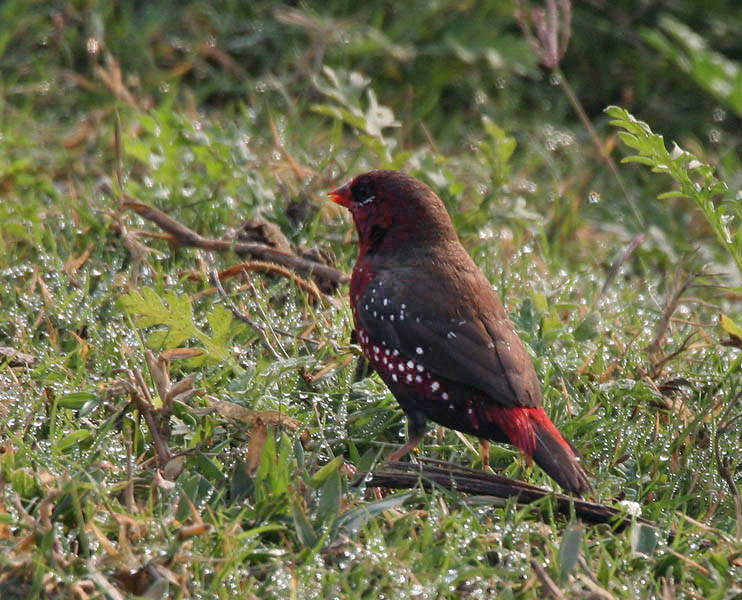
Macho em Calcutá, Bengala Ocidental, Índia.
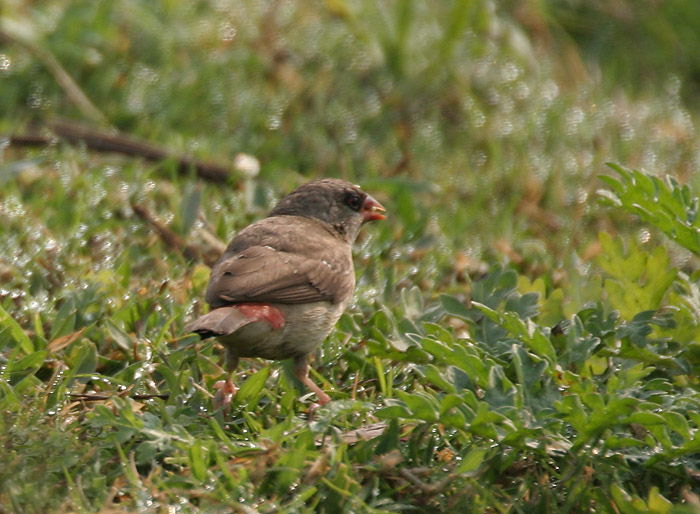
Fêmea em Calcutá, Bengala Ocidental, Índia.